# Десмонд Хьюм
Десмонд Дэвид Хьюм (англ. Desmond David Hume) — один из главных героев американского телесериала «Остаться в живых». Он был единственным жителем станции «Лебедь» во время крушения самолёта рейса 815. Его нашли Локк, Кейт и Джек месяц спустя после того, как они обнаружили люк. После неудачных попыток покинуть Остров Десмонд присоединился к лагерю выживших. После облучения электромагнитным излучением, связанным с ликвидацией станции «Лебедь», он стал обладать способностью видеть «вспышки» из будущего, благодаря которым он предсказал неизбежную смерть Чарли.
Роль Десмонда Хьюма в сериале исполнил Генри Йан Кьюсик.
Телекритики единодушно признают Десмонда одним из самых удачных персонажей данного телесериала.

## Создание персонажа
Дезмонд получил имя шотландского философа XVIII века Дэвида Юма, занимавшегося, в частности, вопросами свободы воли и детерминизма.

## Биография
Десмонд родился в Глазго (Шотландия). Служил в Шотландском королевском полку. Был послушником в монастыре.
Сидя в кафе, Десмонд знакомится с Либби, она рассказывает о себе, он о себе. Они становятся друзьями, и она дарит ему яхту под названием «Элизабет». («Живём вместе, умираем поодиночке», 23-я серия 2-го сезона)
Став старше, Десмонд влюбился в девушку по имени Пенелопа Уидмор. Но на пути у него встал отец Пенни — Чарльз Уидмор. Чтобы преодолеть это препятствие, Десмонд намеревался выиграть регату, организованную Уидмором, чтобы добиться его уважения. Но во время плавания его яхта, подаренная Либби, разбивается у берега острова. («Живём вместе, умираем поодиночке», 23-я серия 2-го сезона)

### На острове
В полубессознательном состоянии Десмонда притащил от берега в станцию «Лебедь» мужчина в костюме биологической защиты, который позже назвал себя Келвином. В «Лебеде» Келвин сказал, что внешняя окружающая среда загрязнена таинственной болезнью, которой он, возможно, был заражён. Келвин дал Десмонду вакцину, помеченную Числами, и сказал вводить её себе каждые 10 дней. Десмонд освоил операцию «нажатия кнопки», и неоднократно смотрел фильм Ориентации Лебедя, который породил у него много вопросов, на большинство которых Келвин не ответил.
Спустя два года Келвин показал Десмонду последовательность действий, которую нужно совершить, чтобы двери в бункере опустились. Келвин использовал это, чтобы закончить рисование невидимой карты, начатой его предыдущим партнером по дежурству на станции «Лебедь», Радзинским. Следующей ночью Келвин объяснил Десмонду суть явления, которое каждые 108 минут происходит в бункере и показал предохранительный ключ, который он всегда носил, но никогда бы не отважился использовать. («Живём вместе, умираем поодиночке», 23-я серия 2-го сезона)

#### После встречи с выжившими
Десмонда обнаруживают в люке: Локк, Джек и Кейт. («Человек науки, человек веры», 1-я серия 2-го сезона) На протяжении многих серий он не появляется. Потом он помогает Локку удержать Мистера Эко снаружи, чтобы он не нажимал кнопку. Впоследствии бункер взрывается, но все остаются живы. («Живём вместе, умираем поодиночке», 23-я серия 2-го сезона)
Десмонда начинают мучить видения о том, что Чарли умрёт. Сначала Десмонд вытащил Клер из воды, если бы это сделал Чарли — он бы утонул. Потом он ставит громоотвод рядом с палаткой Чарли — если бы он его не поставил, в Чарли ударила бы молния. Потом Десмонд ещё много раз его спасает. Однажды Чарли начинает что-то подозревать и Десмонд ему рассказывает, что как бы он ни старался — Чарли всё равно умрёт. Десмонд рассказывает ему про своё новое видение — Чарли утонет на станции Дхармы и говорит, что если он умрет, Клер и Аарон выберутся с Острова. Чарли говорит, что ради них он готов на всё. Они плывут на станцию «Зеркало». Десмонд решил и был уже готов вместо Чарли нырнуть под воду, но Чарли оглушает его дабы избавиться от лишних уговоров, и прыгает в воду, оставляя у Десмонда в кармане записку для Клер. («Избранное», 21-я серия 3-го сезона) Когда Чарли уже был на станции, об этом узнал Бен и послал к ним Михаила Бакунина. Тот с берега начал стрелять в Десмонда, он прыгнул в воду и поплыл к Чарли. Оказывается Чарли схватили две девушки из Других — Бонни и Грета. Они связали его. На станцию прибывает Бакунин и убивает девушек. Но тут появляется Десмонд и стреляет из гарпуна Михаилу в сердце, тот падает замертво. Бонни уже мертва, а Грета сообщает код, для того чтобы зайти в радиорубку и после тоже умирает. Десмонд видит, что Михаил пропал, а значит он ещё жив. Чарли связывается с Пенелопой Уидмор — девушкой Десмонда. Она говорит, что корабль Kahana послан не ею. Десмонд бежит к Чарли, чтобы поговорить с Пенни, но тут в окошко стучит Михаил и кидает гранату в кабину, при этом подрывая самого себя. Чарли закрывает дверь и пишет у себя на руке: «Это не корабль Пенни» и после тонет. («В Зазеркалье», 22-я серия 3-го сезона)
После смерти Чарли Десмонд выплывает на берег, где находятся Саид, Бернард, Джин, Хёрли, Сойер и Джульет. Он рассказывает о произошедшем и о смерти Чарли, что приводит Хёрли к сильной печали. Он говорит, что на корабле самозванцы и что нужно остановить Джека, но Саид сказал, что сигнал уже послан. После выжившие разделяются на две группы, Десмонд идёт с группой Джека.
Днями позже на остров прибывает научная группа с корабля. Их вертолет ломается, но Саид говорит, что его ещё можно починить. Саид выполняет работу. Пилот говорит, что вертолёт многих не осилит, поэтому летит Десмонд и Саид, которые берут с собой труп Наоми. После на корабле Десмонд скачет по времени: попадая в прошлое, он знакомится с Дэниэлом Фарадеем. Они также видят на корабле Майкла Доусона, который вернулся, чтобы умереть. Когда на корабле была установлена бомба, Десмонд, Майкл и Джин пытались её обезвредить, Майкл сказал им бежать и что он сам справится. Десмонд залезает в вертолёт и улетает с Шестёркой Ошеаник, а корабль взрывается, что приводит к смерти Майкла. Джин выживает.

### После острова
Но вскоре из-за недостатка топлива вертолёт падает. Несмотря на серьёзную аварию и удар вертолёта об воду все выживают. Но остров исчез с горизонта. Их дрейфующий спасательный плот находит судно. Это спасательный корабль нанятый Пенелопой, невестой Десмонда, разыскивающей его. Пенелопа помогает выжившим подстроить их версию аварии рейса 815, где выжили лишь шестеро.
Через три года у Пенелопы и Десмонда уже есть сын по имени Чарли.
Однажды Десмонду снится сон, в котором ещё во время его пребывания в бункере. Дэниэл Фарадей приходит к нему и говорит, что всем кто остался на острове нужна помощь и просит найти его мать. Десмонд уверен, что это не сон, а воспоминание, хоть он раньше его и не помнил. Он едет в Оксфордский университет, но обнаруживает, что все упоминания о Фарадее из архивов стерты. Местный уборщик рассказывает ему, что сведения о Фарадее удалили после того, что он сделал с Терезой Спенсер. Придя в дом Терезы, он видит, что она в коме, а её сестра Абигейл, говорит, что Тереза жива только благодаря заботе Чарльза Уидмора. Десмонд приезжает в офис Уидмора и требует сказать ему, где находится мать Фарадея. На удивление, Чарльз почти сразу дает ему её адрес в Лос-Анджелесе. Прибыв по указанному адресу в церковь, Десмонд встречает Джека, Сун и Бена. Внутри их ждала Элоиз Хоукинг, она же мать Фарадея. Из её разговора с троицей он понимает, что те собираются вернуться на остров. Десмонд шокирован этим и собирается уходить, но Элоиз говорит, что остров ещё не готов с ним расстаться. Десмонд выходит из себя, советует Джеку не слушать её и уходит.
Чуть позже их с Пенелопой находит Бен, стреляет Десмонду в плечо и хочет убить Пенни, но видит их сына и передумывает. Тут на него нападает Десмонд, избивает и сбрасывает с причала в воду. На скорой его привозят в больницу, где успешно оперируют. Вскоре из больницы его похищает Чарльз Уидмор и на подлодке привозит обратно на остров.

### Снова на острове
Очнувшись на острове в лазарете Гидры, он не понимает, где находится и зовет Пенни. Уидмор заходит к нему и рассказывает о том, как похитил его и вернул на остров. В ярости Десмонд набрасывается на него и бьет его стойкой для капельницы, пока его не оттаскивают люди Уидмора. Десмонда бросают под электромагнитное излучение, но он выживает. Позже за ним приходит Саид и забирает с собой. Саид привязывает его к дереву и приводит Человека в чёрном. Тот приводит Десмонда к колодцу и бросает туда.
На следующий день Человек в чёрном приказывает Саиду идти и убить Десмонда — и тогда он выполнит то что обещал Саиду. Саид подходит к колодцу и целится в Десмонда. Десмонд спрашивает: «Что тебе обещал Человек в чёрном?». Саид отвечает: «Вернуть любимую женщину». Десмонд спрашивает: «И что ты ей скажешь, когда она спросит, как ты её вернул?»… По возвращении в лагерь Локк спрашивает Саида о выполнении задания, на что получает ответ, что иначе быть не может. Однако, в эпизоде на подводной лодке, перед тем как подорвать себя с бомбой, подложенной в рюкзак Джеку Локком, Саид говорит Джеку о том, что Десмонд сидит в колодце и его нужно вытащить так как он важен. Сойер отправляется к колодцу, чтобы вытащить Десмонда, однако сталкивается с Локком и Беном уже около пустого колодца. Роуз и Бернард освободили Десмонда и привели к себе в хижину. Однако Локк находит их и под угрозой убийства семейной пары заставляет Десмонда пойти с ним. Группы Локка и Джека встречаются и идут вместе к источнику света. Десмонд уничтожает источник, начинается землетрясение, но Локк становится смертным. После убийства Локка Джек спускается вниз, чтобы вернуть все назад и находит Десмонда, который предлагает Джеку, чтобы именно он вернул все на свои места. Джек говорит, что Десмонду нужно вернуться к жене и ребёнку, привязывает веревкой вместо себя и Хьюго и Бен поднимают его наверх.

### Альтернативная реальность
Тут Десмонд — правая рука Чарльза Уидмора. Живёт работой, никакой личной жизни. Во время полёта из Сиднея в Лос-Анджелес сел рядом с Джеком Шепардом. На выходе из самолёта, в аэропорту, встречает Хьюго Рейеса и Клер Литтлтон, помогая ей достать её сумку и сказав, что у неё родится мальчик. Уидмор поручает забрать рок-звезду Чарли Пейса из полиции и привезти на день рождения его сына. Чарли говорит, что когда сегодня летел на самолёте из Сиднея, в туалете пытался проглотить героин, и во время тряски подавился им. Его спас Джек Шепард, но Чарли был не рад, потому что что-то увидел. Он увидел «любовь» в облике беременной девушки, с которой он летел. Десмонд не обратил на это внимания и, когда они ехали, Чарли схватил руль и начал рулить в сторону причала. Машина вылетела в воду и стала тонуть. Десмонд увидел, как в настоящей реальности умирает Чарли. Десмонд спасает Чарли и они оказываются в больнице, где к Десмонду приходят воспоминания из классической реальности о Пенни. Он находит Чарли, но тот не собирается выступать и говорит, что лучше пусть поищет Пенни. Уидмор отправляет Десмонда самому оправдываться перед Элоиз Уидмор. Та говорит, что ничего страшного, но когда Десмонд, услышав имя Пенни в списке приглашённых, пытается посмотреть список, говорит, что он ещё не готов. На выходе к нему подходит Дэниел Уидмор.Он рассказывает, что влюбился в рыжеволосую девушку. И что он написал что-то. Его друг физик сказал, что это схема, как взорвать водородную бомбу, которую мог бы написать человек, изучавший всю жизнь физику, хотя сам Дэниел музыкант. Дэниел предположил, что всё, что с ними произошло, не должно было произойти, а то, что должно произойти, не произошло. На вопрос Десмонда, не решил ли Дэниел взорвать водородную бомбу, тот отвечает, что он уже это сделал. Напоследок Дэниел говорит, что у него есть сводная сестра по имени Пенни, а также где она будет сегодня вечером. Десмонд встречается с Пенни на поле и, уезжая, просит у своего водителя список всех пассажиров самолёта, в котором он летел. Затем Десмонд встречается с Хьюго, разговаривает с доктором Лайнусом, затем сбивает Джона Локка, приводит Клер к Илане Вердански.